# 埃隆·马斯克的特斯拉Roadster
特斯拉Roadster（英語：Tesla Roadster）是特斯拉於2008年推出的一款純電動跑車。2018年2月6日，Roadster作為獵鷹重型運載火箭測試飛行的模擬有效載荷，於甘迺迪太空中心由該型火箭成功搭載升空。發射升空的Roadster是研發獵鷹重型運載火箭的SpaceX公司的創辦人，以及特斯拉公司的聯合創辦人伊隆·馬斯克原先用於通勤的個人座駕，因此正式上多被稱為伊隆·馬斯克的特斯拉Roadster（英語：Elon Musk's Tesla Roadster，以下以Roadster稱之），這輛車也是歷史上第一輛（與目前唯一一輛）成功送上太空的消費級汽車。
Roadster裝載於火箭的第二節，連同Roadster一起升空的，是一具暱稱為「Starman」的假人，被安置於駕駛座上。這輛跑車的最終目標是進入火星軌道繞行，由於火箭在發射過程中達到足夠的速度（即第二宇宙速度）而脫離地球軌道，得以採橢圓的日心軌道離開地球。Roadster軌道與太陽的最大距離約為 1.66 天文單位（約 2.5 億公里）。
在Roadster剛離開地球大氣層的早期階段，分別安裝於車上與火箭上的鏡頭曾和SpaceX任務中心維持逾四小時的畫面通聯，同時SpaceX也將該段畫面連線至影片分享網站YouTube轉播，連同伊隆·馬斯克的Roadster本身迅速在網路上引起熱議。有廣告分析師指出，將Roadster送上太空是馬斯克在品牌管理上極為有利的舉動，是很成功的「活廣告」；部分人士則認為此舉有徒增太空垃圾的直接危險，但也有人視其為另類的藝術行為。
2025年1月，马萨诸塞州哈佛-史密森天体物理中心小行星中心曾将Roadster误标记为一颗小行星，编号为 MPEC 2025-A38 : 2018 CN41 （页面存档备份，存于），随后很快改正了错误。

## 註解
1. ↑  這裡的汽車以英文的Automobile定義，即具有內置動力源和不需要外舖的軌道的陸上交通工具。